# جورج باتيرسون
جورج باتيرسون، من مواليد 1887 وتوفي في 1955، مدرب كرة قدم.
و قد درب نادي ليفربول منذ عام 1928 وحتى عام 1936، ودرب نادي يوفيل تاون منذ عام 1949 وحتى عام 1951.